# ديلا فاليه
بيترو ديلا فاليه (1586 - 1652 م) هو رحالة إيطالي.
سافر إلى فلسطين والعراق والهند، واستغرقت رحلته أثنتي عشرة سنة.
وكان واحدا من عدة رحالة أجانب زاروا بغداد في العهد العثماني.

## آثاره
- «رحلة ديللا فاليه إلى العراق» - ترجمة وتحقيق : الأب بطرس الحداد (بغداد، شركة الديوان للطباعة، 2001 م).

## روابط خارجية
- ديلا فاليه على موقع الموسوعة البريطانية (الإنجليزية)